# 1015 (szám)
Az 1015 (római számmal: MXV) egy természetes szám.

## A szám a matematikában
A tízes számrendszerbeli 1015-ös a kettes számrendszerben 1111110111, a nyolcas számrendszerben 1767, a tizenhatos számrendszerben 3F7 alakban írható fel.
Az 1015 páratlan szám, összetett szám, szfenikus szám. Kanonikus alakja 51 · 71 · 291, normálalakban az 1,015 · 103 szorzattal írható fel. Nyolc osztója van a természetes számok halmazán, ezek növekvő sorrendben: 1, 5, 7, 29, 35, 145, 203 és 1015.
Négyzetes piramisszám. Tizenháromszögszám. Harshad-szám.
Negyven szám valódiosztó-összegeként áll elő, közülük a legkisebb a 3913.

## Csillagászat
- 1015 Christa kisbolygó